# 中華民國—新加坡關係
中華民國與新加坡在獨立前於1912—1950年有總領事關係，其後與現今的新加坡共和國（亦稱星國）雖無正式外交關係，但在對方首都互設具大使館功能的代表機構。兩國在政治、軍事、經濟等各領域皆保持密切關係，新加坡也數次在海峽兩岸官方交流間擔任第三方的角色。

## 政治

### 外交

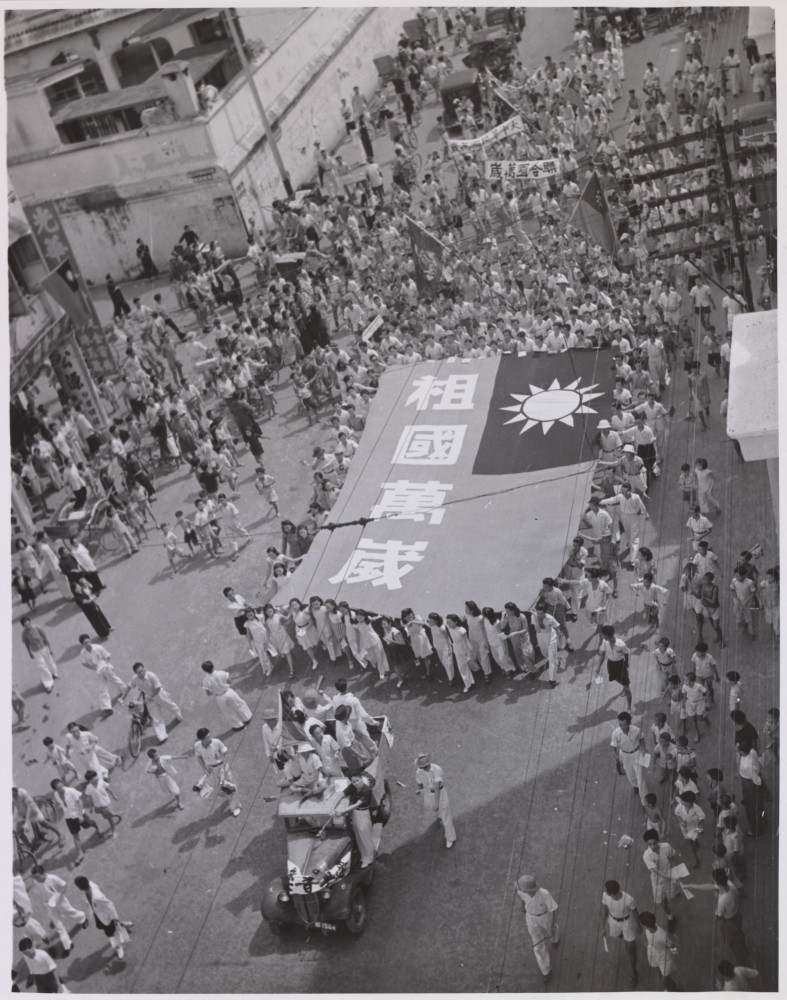
1945年8月15日日本投降後，新加坡华人拉著中华民国国旗遊行慶祝胜利

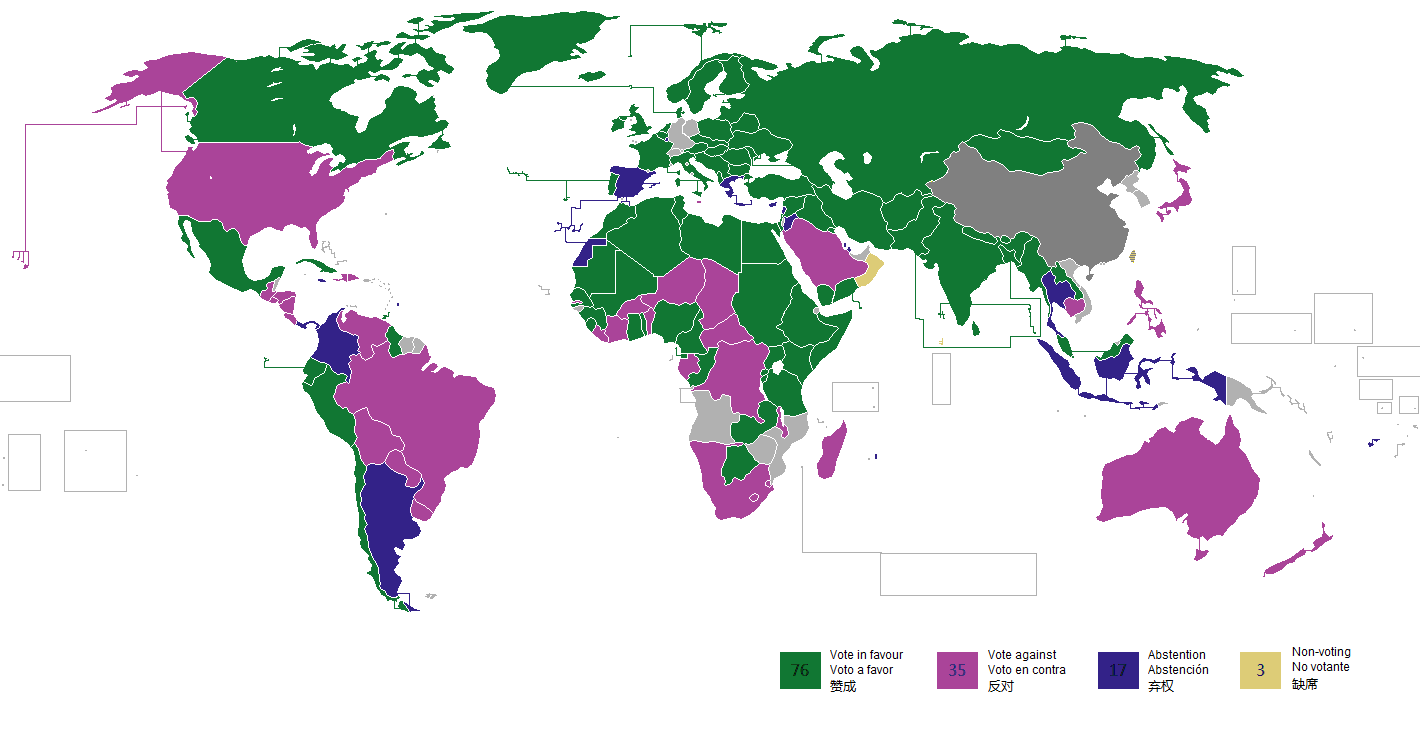
綠色國家表示在1971年的投票中反對中華民國續留聯合國，即《聯合國大會2758號決議》，其中包括新加坡

1912年，中華民國建立後，延續清朝政府在英屬海峽殖民地設館，設立中華民國駐新嘉坡总领事館。1942年2月，日本佔領新加坡，總領事館奉命撤僑並閉館。1945年8月，日本投降後復館。
1950年1月，英国承认中华人民共和国，中华民国驻新加坡总领事馆闭馆。
1965年8月9日，新加坡独立。8月11日，行政院長嚴家淦致電新加坡總理李光耀，承認新加坡政府:716。此後，中華民國總統蔣中正及蔣經國均派代表赴任新加坡，蔣經國甚至派次子蔣孝武長駐於新加坡。新加坡總理李光耀在任與卸任訪問台灣達二十五次，堪稱是訪問台灣最多次的外國領導人。
1971年10月，新加坡在聯合國大會上支持中華人民共和國取得「中國」席次。
1973年5月14日，新加坡總理李光耀首度訪臺。
1987年6月8日至12日，行政院長俞國華伉儷訪問新加坡。
1987年12月9日，新加坡環境部長麥馬德抵台訪問。期間會見外交部長丁懋時及其他政府官員，並參觀環保設施。
1988年1月13日蔣經國逝世後，總理李光耀抵台參加其葬禮，表示「我來向這位已故總統，同時也是我的好朋友致哀」。7月4日，李光耀夫婦率領財政部長胡賜道、勞工部長李玉全抵台訪問，總統李登輝夫婦在臺北賓館設宴款待。
李登輝也于繼任總統後的1989年3月6日訪問新加坡，和李光耀會面，這是唯一在任的中華民國國家元首以官方身分訪問新加坡。4月17日，新加坡第一副總理兼國防部長吳作棟夫婦亦抵台訪問。
1990年1月4日，李光耀夫婦抵台訪問，陪同官員包括第二副總理王鼎昌、外交部政務次長宋比得等人。10月3日，新加坡与中华人民共和国建交。10月27日，李光耀夫婦再度抵台作私人訪問，並會見總統李登輝與行政院長郝柏村。
1991年10月，新加坡總統黄金辉致電李登輝慶賀中華民國國慶。
1993年4月27日，由中華民國大陸委員會（陸委會）授權的海峽交流基金會（海基會）董事長辜振甫，與中華人民共和國國務院台灣事務辦公室（國臺辦）授權的海峡两岸關係協會（海協會）會長汪道涵於新加坡舉行會談。而辜汪會談也是自1949年兩岸分治以來，首度進行的準官方會晤。
1993年9月13日，新加坡總理吳作棟抵臺私人訪問。同月，新加坡外交部長黃根成在第48屆聯合國大會的總辯論中，表示國際社會應鼓勵台灣參與國際組織。
1994年10月、1995年10月、1996年10月，新加坡總統王鼎昌致電李登輝慶賀中華民國國慶。
1997年11月28日，新加坡總理吳作棟在參加亞洲太平洋經濟合作會議領導人非正式會議（APEC高峰會）後，過境台灣中正國際機場，與中華民國高層官員會面。
2004年，李显龙在上任总理之前到访台湾，台湾媒体對此做出大幅報導，引起了中华人民共和国政府的不满。由于中华人民共和国主张对台湾拥有主权，其反对邦交国与台湾建立任何的正式关系。中華人民共和國外交部发言人章启月声称李显龙“伤害13亿中国人民感情”。这促使李显龙在当上总理后重申支持一个中国政策，反对台湾独立，并说台湾报章作出了推测性的报道，包括声称新加坡国防部长张志贤随同李显龙访台，即使张志贤当时人在新加坡。中華民國外交部長陳唐山以「鼻屎大的國家」來抨擊新加坡外交部長楊榮文於聯合國大會反對台獨的發言，引發爭議。楊榮文事後對此表示「難過」，並表示台灣可以不同意新加坡對台獨的立場，但無須發表偏激言論。
2008年9月，新加坡外交部長楊榮文在聯合國大會的總辯論表示，樂見台海兩岸關係趨於緩和，鼓勵兩岸繼續進行對話。2009年5月，對於中華民國以中華台北名義成為世界衛生大會觀察員，新加坡外交部發言人表示，新加坡認為此一正面發展顯示臺海兩岸確有「擱置爭議、共創雙贏」的決心，此為國際社會之福。
2011年，李光耀再度來台，與總統馬英九會晤；這也是他生前最後一次訪台。
2015年3月24日，李光耀逝世後，總統马英九親赴新加坡進行私人弔唁，但在官方追悼會進行前離開新加坡回台。外交部長林永樂亦前往新加坡駐台代表處弔唁。
2015年11月7日，中華民國總統馬英九與中華人民共和國領導人習近平以「兩岸（臺灣、大陸）領導人」的身分在新加坡會面。是自1949年兩岸分治以來，雙方最高領導人的首次會晤。馬英九在完成與習近平的會面後，又安排與新加坡總理李顯龍短暫會面茶敘，李顯龍事後在Facebook貼出圖文才將消息公開。李顯龍希望「馬習會」成果可為區域帶來穩定和平，而馬英九也在李顯龍的Facebook上回覆，感謝李顯龍與前故總理李光耀促進兩岸發展。
2017年9月20日，新加坡總理李顯龍應中華人民共和國國務院總理李克強邀請前往訪問，在北京與李克強會談後還會見了國家主席習近平等政府高層官員。會後新華社報導李顯龍說新加坡「堅持一個中國政策，反對台灣獨立。」但在新加坡官方發佈的新聞資料中，僅提及李顯龍向習近平重申新加坡會遵循自己的「一個中國」政策，並未提到「反對台灣獨立」。
2017年11月11日，出席越南APEC高峰會的中華台北領袖代表、親民黨主席宋楚瑜，和新加坡總理李顯龍、夫人何晶茶敘。李顯龍在Facebook貼出照片並寫道：「很高興與再次出任中華台北代表的宋楚瑜見面，我們與宋楚瑜及宋鎮邁一起喝茶。」
2019年2月，中華民國高雄市長韓國瑜訪問新加坡，除了推廣高雄農漁產品外，並參訪新加坡國立大學，觀摩青創育成中心，為高雄市未來成立青年局作準備。
2020年1月，中華民國總統與立委選舉結束後，新加坡外交部發言人表達祝賀，歡迎台灣順利完成大選，並認為新加坡與台灣多年來享有密切友善關係，將繼續在「新加坡的一個中國政策」基礎上，持續發展彼此關係。
2021年4月2日，臺灣太魯閣號列車發生事故，造成重大傷亡，新加坡外交部表示哀悼。
2022年11月18日，出席泰國APEC峰會的中華台北領袖代表張忠謀，與新加坡總理李顯龍、夫人何晶茶敘。李顯龍在Facebook貼文並寫道上次與張忠謀一起喝茶是在2018年巴新峰會，當時也是擔任中華台北的領袖代表，很高興能在2019年峰會取消與兩年的視訊峰會後，再次與張忠謀夫婦相見。
2023年4月19日，新加坡总理李显龙在国会参加政府施政方针和各部门附录辩论时指出，目前台灣海峽形势紧张，各方不断有动作，以及回应彼此的动作。李显龙警告台海局势出现误判和意外的风险正在增高。
2023年4月19日，中華民國新北市长侯友宜訪問新加坡。21日與新加坡副总理黄循财会面。双方就城市规划、永续发展和企业創新等议题进行交流。外界認為，黄循财是总理李显龙的接班人，而侯友宜可能代表中國國民黨參選2024年中華民國總統選舉。
2024年1月14日，新加坡外交部祝賀民主進步黨的賴清德及蕭美琴當選中華民國總統及副總統，並強調將在新加坡的「一個中國」政策的基礎上，繼續發展對台友好關係。15日，中華人民共和國外交部表示第一時間向新加坡提出嚴正交涉，希望嚴格恪守一個中國原則，以實際行動維護中新友好關係大局。
2024年5月24日，新加坡副總理颜金勇對於中國人民解放軍的「環台軍演」一事，表示台灣海峽議題已成為這個地區最危險的衝突引爆點，台灣海峽的任何衝突都會對涉入各方與全世界造成嚴重後果。並呼籲美國與中國展開對話。
2025年7月16日，新加坡外交部長維文表示，不認為台海衝突不可避免，也不認為是中國首選方案。新加坡與海峽兩岸長期保持友好關係，擁有對兩岸局勢的特殊理解，也承受一定壓力。

### 代表機構
1968年11月14日，兩國換文同意互設代表處。
1969年3月6日，設立具大使館功能的中華民國駐新加坡商務代表團。1979年8月1日，新加坡也在臺北设立類似功能的新加坡駐臺北商務代表處。
1990年10月3日，新加坡与中华人民共和国建交。中華民國與新加坡的代表機構於9月30日先行改名為驻新加坡台北代表处、新加坡駐臺北商務辦事處。

#### 事件
原定駐新加坡代表江春男於2016年8月2日在總統府宣誓，當晚遭警方臨檢發現酒測值超標，並依公共危險罪送辦。9日，向總統蔡英文請辭獲准；9月初，外傳將接替江春男的總統府新南向政策辦公室主任黃志芳，也傳出新加坡對黃志芳以往的「高調」行事作風有意見，以致破局。外交部長李大維在立法院受訪證實「黃志芳現在不是規劃在去新加坡的名單裡面，至於最後的人選，牽涉到我國跟新加坡，不是我方可以單方面決定」。最後由中華民國對外貿易發展協會董事長梁國新出任駐新加坡代表。
2020年1月14日，新加坡駐臺北商務辦事處代表黃偉權，率團前往空軍松山基地指揮部弔唁因空難殉職的參謀總長沈一鳴上將等8人的公祭儀式。

## 军事

### 星光部隊
新加坡缺乏足夠的土地建設軍事設施，因此1975年，新加坡总理李光耀与行政院長蒋经国签署《星光计划》，新加坡在台灣設立軍訓設施，让新加坡軍隊的官兵、戰車在台湾接受军事训练。此计划延续至今。除了陸軍來台訓練，蔣經國時代，台灣也派員前往新加坡協助建軍。例如新加坡第一任海軍司令邱永安、第一任空軍司令劉景泉，都出身國軍，他們都是當年返台從軍的大馬僑生，奉派提前退伍赴新加坡任職。
新加坡在1990年与中华人民共和国建交后，後者便提议新加坡转而让军人在海南岛接受军事训练；这是中华人民共和国第一次提议让外国使用国内的军事基地，为的是阻扰新加坡与台湾的军事关系。但美國反对，新加坡仍然继续派兵到台湾受训。

### 2016年香港裝甲車風波
2016年11月23日，香港海關在葵青貨櫃碼頭例行搜查期間，發現共九輛未經申報的泰萊斯（Terrex）輪式運兵裝甲車，以涉嫌走私軍火予以扣查（《香港法例》第60章《進出口條例》第6A條）。裝載裝甲車的貨櫃，屬於一艘來自臺灣的貨船，貨櫃目的地爲新加坡。中華民國國防部事後發佈消息，指該批“裝甲車屬新加坡陸軍的AV-81八輪甲車，隨新加坡星光部隊在台灣完成訓練後返回新加坡”。新加坡國防部聲明承認此為同年11月20日在台灣參與例行海外軍訓之裝甲車，并補充“當中沒有彈藥”、期望“盡快運返新加坡”。
2016年11月28日，中華人民共和國外交部發言人耿爽在記者會上表示：「中方已向星國提出交涉，要求新方嚴格遵守香港特區有關法律，配合香港特區政府做好後續處理工作。中國政府一貫堅決反對與中國建交的國家與台灣地區開展任何形式的官方往來，包括軍事交流與合作。我們要求新加坡政府切實恪守一個中國原則。」29日，新加坡外交部長維文指出：「新加坡向來支持一個中國原則，立場從未改變，而新加坡與台灣長期以來有特別的安排，我們在台灣做的事也不是機密，新加坡不能遺忘曾協助新加坡建立武裝部隊的老朋友。」
由於香港的外交和國防權利全屬中華人民共和國中央人民政府，香港無權自行處理，令人關注事件會否進一步複雜化；新加坡国防部長黄永宏在2017年1月9日在國會上稱，總理李显龙已就事件致函香港行政長官梁振英，當時回覆稱調查正進行中，需要一些時間完成，港府會按照香港法律處理。至2017年1月24日，梁振英回函總理李显龙通知稱香港已完成調查並將歸還該批裝甲車，至2017年1月27日清晨，裝甲車離開葵青貨櫃碼頭，同月30日下午抵達新加坡國際港務集團西海岸口，隨即由新加坡陆军接收，運往軍營进行训后例检。

## 經濟

### 背景
中華民國與新加坡同為資本輸出國家，與東南亞國家協會（東協）其餘各國比較，低技術層次、高勞力密集的企業較難在新加坡尋得投資機會，但由於新加坡位居东南亚金融、貿易及運輸樞紐地位，勞動力相對較東南亞國家高，加上國際大廠紛紛將全球或區域總部設於新加坡，使新加坡擁有眾多國際級高階白領勞動力，因此臺商紛紛前往新加坡投資貿易、金融保險、電子、食品、化學材料等行業。此外，由於1997年香港主權移交，許多台商已將原在香港的區域總部遷往新加坡，以操作國際接單、融資、調撥零件、支援售後服務和蒐集國際市場最新情報等，因此自1996年起，台商赴新加坡投資大量增加。為整合台商的資源與力量，成立了「新加坡台北工商協會」。

### 貿易
經濟部國際貿易署於新加坡設立駐新加坡代表處經濟組。2009年9月1日，中華民國對外貿易發展協會（外貿協會）也設立台灣貿易中心。
新加坡政府自2015年起積極協助新加坡郵政（SingPost）開發臺灣市場，提供臺灣电子商务平台業者物流運輸服務，業者可利用新加坡郵政物流網路將商品銷售至新加坡、马来西亚與其他东南亚市場。
| 年分 | 貿易總額       | 貿易總額 | 貿易總額 | 出口至新加坡   | 出口至新加坡 | 出口至新加坡 | 自新加坡進口   | 自新加坡進口 | 自新加坡進口 | 順逆差 |
| 年分 | 金額           | 年增減   | 排名     | 金額           | 年增減       | 排名         | 金額           | 年增減       | 排名         | 順逆差 |
| ---- | -------------- | -------- | -------- | -------------- | ------------ | ------------ | -------------- | ------------ | ------------ | ------ |
| 2017 | 26,331,812,605 | ▲11.2%   | 6        | 17,620,122,862 | ▲9.1%        | 5            | 8,711,689,743  | ▲15.8%       | 6            | 順差▲  |
| 2018 | 25,741,228,652 | ▼2.2%    | 6        | 17,324,638,948 | ▼1.7%        | 5            | 8,416,589,704  | ▼3.4%        | 9            | 順差▼  |
| 2019 | 26,107,228,611 | ▲1.4%    | 6        | 18,184,660,117 | ▲5.0%        | 5            | 7,922,568,494  | ▼5.9%        | 8            | 順差▲  |
| 2020 | 28,073,458,707 | ▲7.5%    | 6        | 19,084,078,656 | ▲4.9%        | 5            | 8,989,380,051  | ▲13.5%       | 8            | 順差▼  |
| 2021 | 37,792,658,031 | ▲34.6%   | 6        | 25,719,207,527 | ▲34.8%       | 5            | 12,073,450,504 | ▲34.3%       | 8            | 順差▲  |
| 2022 | 42,048,740,927 | ▲11.3%   | 6        | 29,522,981,387 | ▲14.8%       | 5            | 12,525,759,540 | ▲3.7%        | 9            | 順差▲  |
| 2023 | 39,263,233,324 | ▼6.6%    | 6        | 29,738,709,288 | ▲0.7%        | 5            | 9,524,524,036  | ▼24.0%       | 9            | 順差▲  |
| 2024 | 43,447,831,999 | ▲10.7%   | 6        | 33,743,166,267 | ▲13.5%       | 4            | 9,704,665,732  | ▲1.9%        | 9            | 順差▲  |

2023年的兩國貿易項目如下：
出口至新加坡的前10大項目為：集成电路；石油與提自瀝青礦物之油類（原油除外）、以石油或瀝青質礦物為基本成份之未列名製品、廢油；自動資料處理機、磁性或光學閱讀機；製造半导体、集成电路與平面顯示器用之機器與器具、零件與附件；特定用途機器之零件與附件；電話機（包括智能手机），以及其他傳輸或接收聲音、圖像之有線或通訊器具；醚、醚醇、醚酚、醚醇酚、過氧化醇、過氧化醚、過氧化酮及其鹵化、磺化、硝化或亞硝化衍生物；鉑族金屬；印刷電路；变压器、靜電式變流器與電感器等。
自新加坡進口的前10大項目為：積體電路；製造半导体、集成电路與平面顯示器用之機器與器具、零件與附件；石油與提自瀝青礦物之油類（原油除外）、以石油或瀝青質礦物為基本成份之未列名製品、廢油；計量或檢查用儀器與器具、定型投影機；自動資料處理機、磁性或光學閱讀機；电子工业用已摻雜之化學元素或化學化合物；平面裝、感光性、未曝光照相用版、軟片或立即沖印組合；理化分析用儀器與器具、計量或檢查粘性、多孔性、膨脹性、表面张力與類似性能之儀器與器具，計量或檢查熱量、音量或光之儀器與器具、理化分析用切片機；電燈泡、電子燈泡、燈管、真空管或閃光燈泡之玻璃封裝機器，以及玻璃或玻璃器皿製造或熱作機器；環烴等。

### 投資
根據中華民國經濟部投資審議司統計，截至2023年，臺商赴新加坡總投資金額共244億0,379萬美元，計有747件。2023年共投資24億3,756萬美元，計有31件。主要投資項目有：金融保險、工程營造、电信電子、海空運輸、国际贸易、批發零售等，其中以金融業為投資首位；新加坡赴臺灣總投資金額共119億4,090萬美元，計有3,658件。2023年共投資22億8,164萬美元，計有209件。主要投資項目有：制造业、金融保險、資通訊傳播等。新加坡是臺商第3大對外投資國，兩國於2022年互為第1大投資來源國。
臺商於新加坡的大型投資主要集中在金融保險、半導體製造與資通訊、运输、石油化学等4大行業。目前已有臺灣銀行、彰化銀行、華南銀行、臺灣土地銀行、第一商業銀行、玉山商業銀行、兆豐國際商業銀行、國泰世華商業銀行、中國信託商業銀行、台新國際商業銀行、上海商業儲蓄銀行、遠東國際商業銀行共13家銀行於新加坡設立分行。凱基證券於2014、2015年併購新加坡證券商Ong First Tradition Pte. Ltd.與AmFraser Securities Pte. Ltd.。
在半导体與資通訊方面，台灣積體電路製造公司（台積電）於1999年與恩智浦合資在新加坡所投資的晶圓廠開始動工，隨後聯華電子於2000年投入36億美元興建12英吋晶圓廠，已於2003年量產。聯華電子亦於2014年投資1.1億美元設立特殊技術中心，專門開發300mm晶圓特殊集成电路的加工技術，2022年投資50億美元於原廠區擴建一座22/28纳米製程先進晶圓廠。聯發科技亦於2004年設立創新研發中心。光寶科技、華碩、中華電信、萬里雲（CloudMile）等，亦在新加坡設立公司。由於大型廠商投資案的緣故，帶動周邊設備、封裝測試與相關產業的發展，從而引進中小企業從事此方面的投資。
長春石化集團於2010年在新加坡裕廊島的石化園區，投資生產烯丙醇、異丙苯、乙酸乙烯酯單體等3類產品，已於2013年開始量產，第2期投資計畫亦於2018年開始量產，投資總計約5.5億美元；由於新加坡位處歐亞航線樞紐地位與交通航運發達，中華航空、長榮航空、星宇航空、陽明海運、長榮海運、萬海航運、裕民航運（U-Ming Marine）等大型航運業者均在新加坡設有據點與航點，並帶動相關船務與維修的投資。
臺商近幾年進入垂直農場與高科技農業領域均有不錯成績，成為新加坡積極考察與引入的對象。2018年，臺商參與新加坡政府興建植物工廠計畫國際招标案，在28個國際廠商競爭下獲評選為優勝第1名，優先核配2.2公顷土地興建3座植物工廠，產出的蔬菜將供應新加坡市場。
王品集團旗下的蔬果品牌與新加坡餐飲集團莆田（PUTIEN）合作，於2014年在新加坡展店2間。Dazzling Café、思慕昔（Smoothie House）芒果冰於2015年透過授權方式與新加坡當地業者合作引進，鼎泰豐則在新加坡共有22間門市。此外，具有臺灣特色的手搖杯亦在新加坡受到歡迎，包括一芳、天仁茗茶、老虎堂（Tigersugar）等，均於2018年在新加坡展店。

### 會展
目前有「臺星經濟聯席會議」，輪流在臺北和新加坡舉辦，至2024年已舉辦16屆。

### 經貿問題
2009年2月，中華民國向世界動物衛生組織（OIE）通報區域性口蹄疫（Foot and Mouth Diseases, FMD），新加坡便即刻暫停冷凍豬肉銷往該國。2012年，又通報OIE多起口蹄疫情；2010年1月，銷往新加坡的禽肉產品因「低致病性禽流感」（Low Pathogenicity Notifiable Avian Influenza, LPAI, H5N2）疫情，遭新加坡禁止進口。經過協調與提供資料，並於2011年2月15日將追蹤報告遞交世界動物衛生組織，表示疫情受控制無新增案例後，新加坡自2011年2月28日起解除對中華民國的冷凍禽肉、加工禽肉產品與活禽鳥的進口禁令。但2011年3月，嘉義再傳出致病性禽流感，新加坡即自2011年3月24日暫停冷凍禽肉與活禽鳥進口至新加坡。目前均已解除含豬肉、禽肉與蛋类產品的進口禁令。

## 交流

### 新加坡華人
1945年8月15日日本無條件投降后，新加坡各地展开了庆祝抗日胜利的活动。
在1970年和1980年代，有更多的漢族移民到新加坡，到新加坡投資，工作，定居或念書。他們通常屬於受過高等教育的人士，並且在各專業領域如半導體、研發、法律、商業、金融、教育、宗教、與傳媒記者等。
2011年，來自台灣屏東縣的陳碩茂在阿裕尼集選區當選為新加坡國會議員，成為首位參政成功的台籍華裔人士。

### 藝文
新加坡有不少華裔歌手與演員前往台灣發展，例如：阿杜、孫燕姿、范文芳、蔡健雅、林俊傑、林利霏、黃靖倫、黃湘怡、邱鋒澤、潘嘉麗等。
在電影方面，2013年，由新加坡導演兼編劇陳哲藝所執導的《爸媽不在家》獲得第50屆金馬獎之最佳劇情片、最佳新導演、最佳女配角、最佳原著劇本等獎項。
2013年8月，新加坡總理李显龙在國慶群眾大會以華語歌曲串聯政策內容，包括台灣的《往事只能回味》（尤雅）、《我是一隻小小鳥》（趙傳）、《妳知道我在等妳嗎》（張洪量）等，並引用《明天會更好》（合唱）來象徵國家前景。2025年8月，新加坡總理黃循財亦在國慶群眾大會演說時引用台語歌曲《一支小雨傘》（洪榮宏），比喻新加坡人在風雨挑戰中彼此扶持。中華民國駐新加坡代表童振源表示，新加坡人對這些歌曲不陌生，台灣流行歌曲在星國受歡迎的程度，正是台星文化交流的最佳寫照。
2023年新加坡共舉辦99場大型演唱會，其中台灣歌手約20場，是所有外國歌手之最。

### 教育
在1950年代和1960年代，有許多新加坡的華文老師來自台灣。
兩國每年皆籌組各80人的高中生友好訪問團進行互訪。中華民國政府也提供「臺灣獎學金」及「華語文獎學金」給予新加坡青年抵台攻讀學位或研習中文。新加坡3所國立大學與台灣多所大學簽有合作備忘錄，定期交流；新加坡教育部曾運用台灣製作的影片以供中小學生的電腦教學資料。

### 觀光
根據中華民國交通部觀光局統計，2017年新加坡抵台人數為42萬5,577人次；根據新加坡旅遊局統計，台灣赴新加坡人數為39萬5,549人次。相較2016年皆有成長。
台灣觀光協會於1978年8月，在新加坡設立辦事處。

### 援助
1999年9月21日，台灣發生大地震，新加坡政府派遣緊急救難隊抵台協助搜救。
2003年5月，新加坡政府為協助防治臺灣的嚴重急性呼吸道症候群（SARS），除提供防疫醫療用品，亦建議雙方醫療衛生官員進行視訊會議，並邀請臺灣衛生官員與專家赴新加坡交換意見。

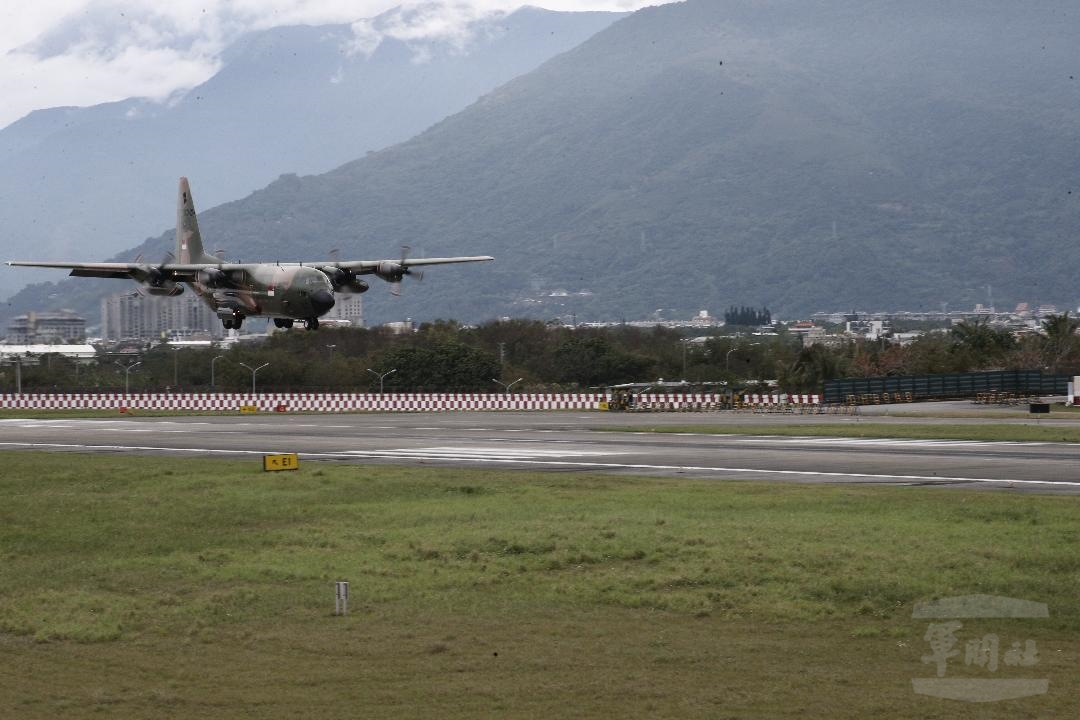
新加坡空軍C-130運輸機降落花蓮空軍基地，2018年2月9日

2018年2月6日，台灣花蓮發生地震後，新加坡空軍一架C-130運輸機和派遣人員在空戰指揮部運輸團團長扎基爾·哈米德上校（Zakir Hamid）率隊下，載運新加坡武裝部隊捐贈的救援物資（包括帳篷、毛毯、醫療物資、食物及照明燈），於2月9日下午飛抵達花蓮空軍基地。國防部參謀本部副參謀總長兼執行官陳寶餘上将代表迎接，並由花蓮基地空軍第五聯隊作戰科科長胡中華上校接收星國物資。國防部發言人陳中吉少将表示該部對此致謝。總統蔡英文也致函新加坡總理李顯龍代表國民向他及新加坡人民表示感謝。新加坡國防部官方網站旋即於當日下午的新聞稿中公布此次人道救援之內容及照片。
2020年3月29日，對於2019冠状病毒病疫情在全球擴散，滯留在秘魯的55名台灣旅客在駐秘魯臺北經濟文化辦事處的協助下撤僑，自費搭乘包機離開秘魯，飛往美國邁阿密。同班機亦搭載日本、新加坡等84名外籍旅客，對此，新加坡外交部長維文透過Facebook發文表示「我們非常感謝台灣朋友的幫助，他們歡迎我們的新加坡人乘坐他們的飛機。」
2020年4月11日，新加坡總理夫人何晶對於中華民國外交部將準備100萬個醫療用口罩，捐贈給提出要求的新南向政策國家，其中包括新加坡，在Facebook分享這則新聞，但僅寫下「Errrr ....」（呃....），引發議論。12日，中華民國外交部表示，有和新加坡相關單位進行討論並獲初步正面回應，尚在積極協調中。並強調不會受到任何個人發言影響。13日，何晶修改內容表示感謝台灣，也提及不要在網路互相攻擊。14日，外交部捐贈160萬片口罩給新加坡在內的8個新南向政策國家。15日，何晶在Facebook指出，自己很放鬆，沒有理由對任何人生氣，卻附上「蔡英文網軍橫行闖禍、口罩外交失敗」的影片，再度引發議論。16日，何晶已補充表示，不同意那則影片的部分內容，也強調「她個人欠台灣總統一個道歉。」

## 司法

### 犯罪事件
2008年11月，中華民國刑事警察局外事警官隊會同新加坡警方共同追查藏身中華人民共和國的詐騙集團，發現至少有8名新加坡民眾被騙匯出約合230萬新台幣到台灣，再由台灣的車手集團主謀率員在台領款。先將提領金額1成扣下做為佣金，再將其他9成匯到對岸。警方並查出該車手集團主謀同樣因擔任車手被捕遭羈押中，遂借提追查，全案偵破。
1名新加坡青年男性在2014年11月企圖性侵前往新加坡的1名臺灣女性，2015年10月7日，被法官斥責「大膽、無恥、卑鄙」並判處7年有期徒刑，另鞭刑6下。
4名在台灣的大學就讀的新加坡交換學生，在2016年底將2名台灣女性帶回租屋處輪流性侵，2017年10月6日，臺灣士林地方法院判處其1年8個月到1年11個月不等的有期徒刑，但嫌犯已與被害人和解，因此都獲得緩刑並限制出境。

## 協定
| 日期           | 簽署 | 備註                                 |
| -------------- | --- | ------------------------------------ |
| 1975年8月13日  | 《中華民國民用航空局與新加坡共和國民用航空局關於修訂交換空運航權協議換函》                                            | 以下簡稱中星                         |
| 1977年3月16日  | 《中星民航局交換航權協定》                                                                                            | [ 註 4 ]                             |
| 1979年9月18日  | 《中星關於互免空運所得稅換函》                                                                                        |                                      |
| 1981年12月30日 | 《中星避免所得稅雙重課稅及防杜逃稅協定換函》                                                                          |                                      |
| 1990年4月9日   | 《臺北投資業務處與新加坡經濟發展局間促進和保護投資協定》 《臺北國際貿易局與新加坡貿易發展局間關於貨品暫准通關證協定》 |                                      |
| 1991年5月11日  | 《臺北觀光局與新加坡觀光促進局間合作備忘錄》                                                                          | [ 註 5 ]                             |
| 1993年2月8日   | 《台北證券管理委員會與新加坡金融局間期貨及選擇權資訊交換合作備忘錄》                                                  |                                      |
| 1996年9月7日   | 《中華民國商品檢驗局與新加坡生產力與標準局品保系統合作瞭解備忘錄》                                                    |                                      |
| 2005年6月29日  | 《臺灣標準檢驗局與新加坡PSB驗證有限公司瞭解備忘錄》                                                                   |                                      |
| 2005年11月28日 | 《臺灣與新加坡符合性評鑑作業相互承認協定》                                                                            | [ 註 6 ]                             |
| 2009年11月25日 | 《台北證券櫃檯買賣中心與新加坡交易所合作備忘錄》                                                                      | [ 67 ]                               |
| 2010年10月19日 | 《駐新加坡台北代表處與新加坡駐臺北商務辦事處有關消費商品安全資訊協定》                                                |                                      |
| 2013年7月24日  | 《台灣優質企業計畫與新加坡安全貿易夥伴計畫相互承認協議書》                                                            |                                      |
| 2013年11月7日  | 《新加坡與臺灣、澎湖、金門及馬祖個別關稅領域經濟夥伴協定》                                                            | [ 註 7 ] [ 註 8 ] [ 註 9 ] [ 註 10 ] |

## 簽證

持中華民國護照的中華民國國民簽證要求分布圖：入境新加坡可以免簽證

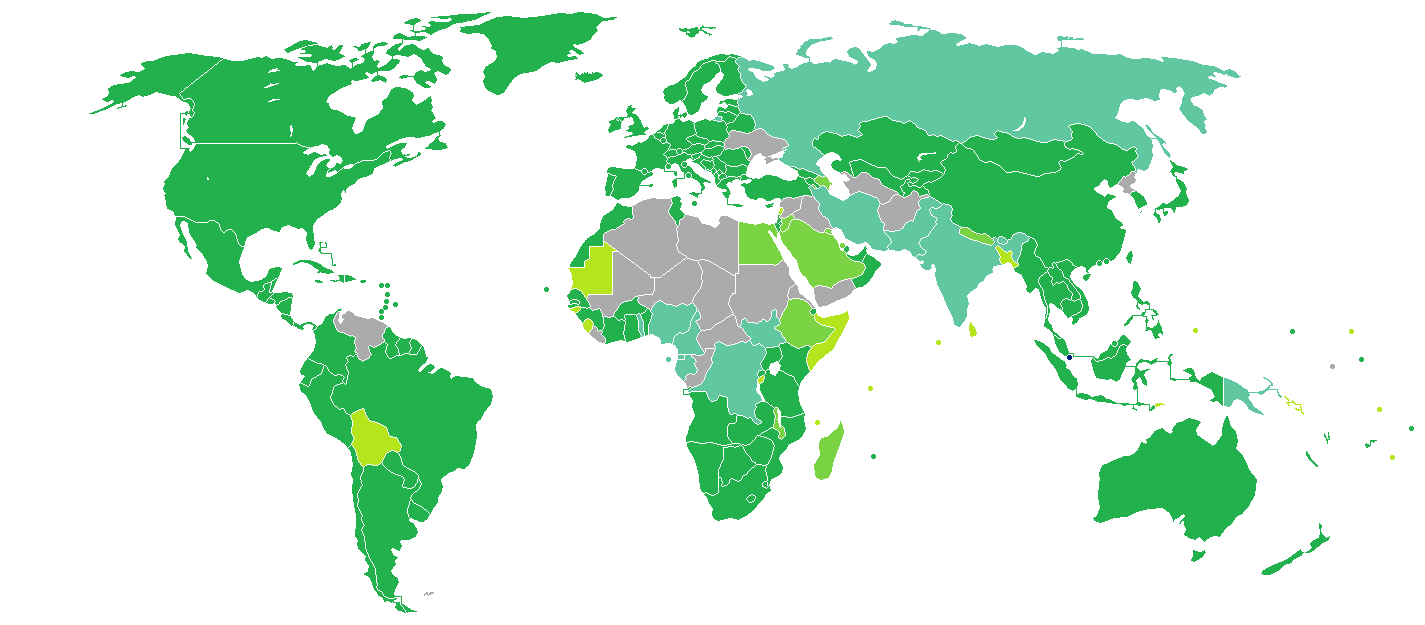
持新加坡護照的新加坡國民簽證要求分布圖：入境中華民國可以免簽證

持有中華民國護照的中華民國國民可以免簽證的方式入境新加坡，停留最多30天且期滿前即須離境。若計劃停留30天以上，應前往新加坡駐臺北商務辦事處申辦簽證，或入境後至新加坡移民與關卡局（ICA）提出申請。新加坡海關對短期內頻繁進出該國或於停留期滿後即再度入境者（尤其以陸路出境赴鄰近之馬來西亞柔佛州後再入境），將嚴審入境目的。
持有新加坡護照的新加坡國民也可以免簽證的方式入境中華民國，停留最多30天。

## 交通

### 航空
兩國有直航班機，雙邊航班來往的城市如下（截至2023年6月21日）：

#### 客運
| 中華民國 | 新加坡                                                                 |
| -------- | ---------------------------------------------------------------------- |
| 臺北     | 新加坡（中華航空、長榮航空、星宇航空、新加坡航空、捷星亞洲航空、酷航） |
| 高雄     | 新加坡（中華航空、酷航）                                               |

#### 貨運
| 中華民國 | 新加坡                                                             |
| -------- | ------------------------------------------------------------------ |
| 臺北     | 新加坡（中華航空貨運、長榮航空貨運、卢森堡国际货运航空、聯邦快遞） |

#### 事件
2000年10月31日，象神颱風侵襲台灣，新加坡航空006號班機在中正國際機場起飛前往洛杉磯時發生空難，總共83人死亡，其中包括12名新加坡籍乘客與機組員。新加坡交通部部長並兩度抵台處理善後事宜。這也是新加坡航空自1972年創立以來，首次發生有人員喪生的空難事件。
2023年4月10日起，持有中華民國護照的6歲以上中華民國國民適用新加坡自動通關措施（Automated Clearance Initiative），可於新加坡樟宜机场，以及大士與兀兰陸路關卡以自動通關方式入境。

## 外部連結
| - 中華民國外交部－新加坡共和國簡介 （页面存档备份，存于） - 駐新加坡台北代表處（Facebook） - 外交部領事事務局－國外旅遊警示分級表 - 中華民國衛生福利部－國際旅遊疫情建議等級 - 中華民國國際經濟合作協會 （页面存档备份，存于） - 新加坡台灣貿易中心（Facebook） - 新加坡臺北工商協會的Facebook專頁（YouTube） - 臺灣觀光協會新加坡辦事處的Facebook專頁（Instagram） | - 新加坡駐台北商務辦事處（Facebook） |